# День народження мого найкращого друга
«День народження мого найкращого друга» (англ. My Best Friend's Birthday) — аматорський фільм 1987 року, перша робота режисера Квентіна Тарантіно.
Над стрічкою Тарантіно працював з 1984 до 1986 року. Фільм відзнятий на 16-міліметрову камеру. Картина демонструвалася на кількох кінофестивалях, але так і не була офіційно запущена у прокат.

## Цікаві факти
- Офіційно, першим фільмом Квентіна Тарантіно вважається стрічка 1992 року «Скажені пси»

| Фільми | Це незавершена стаття про кінофільм. Ви можете допомогти проєкту, виправивши або дописавши її. |